# Diána walesi hercegné
Diána, születési nevén: Diana Frances Spencer (Sandringham, Anglia, 1961. július 1. – Párizs, 1997. augusztus 31.) walesi hercegné 1981-től 1996-ig, III. Károly brit király első felesége. Két fiuk, Vilmos és Henrik herceg. Apjuk trónra kerülése óta Vilmos az első helyet foglalja el az Egyesült Királyság (és 14 további nemzetközösségi királyság) trónöröklési rendjében, Henrik pedig az ötödik helyen áll.
Károly herceggel kötött házasságával egy csapásra nemzetközi hírességgé vált. Életét csaknem állandóan a média érdeklődése követte, ami főként királyi státuszának vonzerejéből adódott. Károly herceg és Diána hercegné éveken át házassági problémákkal küzdöttek, végül elváltak. Ez az őt körülvevő közfigyelem lankadásához is vezethetett volna, ám az emberek Diána iránti rokonszenve mégis töretlen maradt, a hercegné jótékonysági rendezvényei és szociális elkötelezettsége miatt. Halálos autóbalesetét követően mind az Egyesült Királyságban, mind világszerte gyászolták. A Diána életével és hagyatékával kapcsolatos korabeli reakciók vegyesek, de a hercegné személye máig az emberek érdeklődésének középpontjában áll. Első unokája, Vilmos és Katalin házasságából született, György, 2013. július 22-én. Testvérei, Sarolta 2015-ben, Lajos 2018-ban. Harry és Megan házasságából 2019-ben született Archie, majd 2021-ben Lilibet.

## Családja és gyermekkora
Diana a brit arisztokrácia tagjaként, Edward John Spencer, Viscount Althorp (Althorp vikomtja, más néven Lord Althorp) és felesége (született Frances Burke Roche) legfiatalabb leányaként született Park House-ban (Sandringham, Norfolk grófság, Anglia). Percy Herbert, Norwich és Blackburn volt püspöke keresztelte meg a helyi Szent Mária Magdolna-templomban, keresztszülei egyike John Floyd, a Christie’s elnöke volt. Diánának négy testvére volt:
- Sarah Spencer (* 1955. március 19.)
- Jane Spencer (* 1957. február 11.)
- John Spencer (*/† 1960. január 12.)
- Charles Spencer (* 1964. május 20.)

Mivel szülei házasságtörés miatt elváltak, édesanyja, Lady Althorp Diánával és annak öccsével egy londoni lakásba költözött Knightsbridge-ben, ahol Diána a helyi iskolába járt. A karácsonyt a Spencer gyerekek apjuknál töltötték, aki ezek után nem engedte őket vissza anyjukhoz. Lady Althorp pert indított gyermekei felügyeleti jogáért, azonban Lord Althorp társadalmi helyzete és Lady Althorp anyjának a leányára nézve hátrányos vallomása is hozzájárult a bíróság elutasító döntéséhez: Diána és öccse felügyeletét apjuk kapta meg. Apai nagyapjának, Albert Spencernek, Spencer hetedik grófjának (Earl Spencer vagy Lord Spencer) halálakor (1975) Diána édesapja lett a következő Spencer gróf, ő pedig onnantól a Lady Diana Spencer nevet viselte. Gyermekkori lakóhelyéről családja 16. századi ősi otthonába, Althorpba költözött. (Édesapjuk 1992-ben bekövetkezett halála óta Charles Spencer a kilencedik Spencer gróf.)
Egy évvel később Lord Spencer feleségül vette Raine-t, Dartmouth grófnőjét, Barbara Cartland romantikus regényírónő egyetlen leányát. Ebben az időben Diána beutazta az országot, és hol egyik, hol másik szülőjénél élt: vagy apjánál a northamptonshire-i Spencer-kastélyban, vagy anyjánál, aki Északnyugat-Glasgowba (Skócia) költözött. Diána, testvéreihez hasonlóan, rossz viszonyban volt mostohaanyjával.

## Királyi származás
Diána walesi hercegné anyai részről ír, skót, angol és amerikai ősökkel rendelkezik. Apai részről II. Károly leszármazottja négy törvénytelen fiún keresztül:
- Henry Fitzroy (1663–1690), Grafton hercege, Barbara Villiers (Cleveland hercegnője) fia,
- Charles Lennox (1672–1723), Richmond és Lennox hercege, Louise de Kérouaille (Portsmouth hercegnője) fia,
- Charles Beauclerk (1670–1726), St. Albans hercege, Nell Gwyn fia,
- James Crofts-Scott (1649–1685), Monmouth hercege, Lucy Walter fia, az 1685-ös jakabista felkelés vezére, trónkövetelő

II. Jakab királyhoz is rokoni szálak fűzték, a király házasságon kívül született leányán, Henrietta FitzJamesen (1667–1730) keresztül, akinek édesanyja Arabella Churchill (1648–1730) volt, John Churchillnek, Marlborough hercegének nővére.
Egyéb jelentős felmenői: I. Róbert skót király; Stuart Mária skót királynő; Mary Boleyn (Boleyn Anna királyné nővére); Catherine Grey (Jane Grey angol királynő húga); Maria de Salinas (Willoughby úrnője, Aragóniai Katalin királyné udvarhölgye); John Egerton (Bridgewater grófja); James Stanley (Derby grófja).
A Spencer család évszázadok óta közel áll a brit királyi családhoz, a 17. században uralkodói támogatásban részesültek. Diána anyai nagyanyja, Ruth Roche, Lady Fermoy (1908–1993) sokáig volt Erzsébet anyakirályné (VI. György király felesége, II. Erzsébet édesanyja) udvarhölgye és barátnője.
Másodunokatestvérei között megtalálható Oliver Platt (1960–) színész és Frances Work (1857–1947) dédunokája is. Diána rokonságához tartozik egyik kedvenc színésznője, Audrey Hepburn (1929–1993), továbbá Humphrey Bogart (1899–1957), III. Rainier monacói herceg, Karolina monacói hercegnő, II. Albert monacói herceg és Stefánia monacói hercegnő is.
2007 augusztusában a bostoni Új-Angliai Történelmi Származáskutató Társaság (New England Historic Genealogical Socitey, NEHGS) nyilvánosságra hozta a walesi hercegné családfáját, mely egy széles körű lista Diana családjáról, beleértve minden vérvonalat.

## Tanulmányok

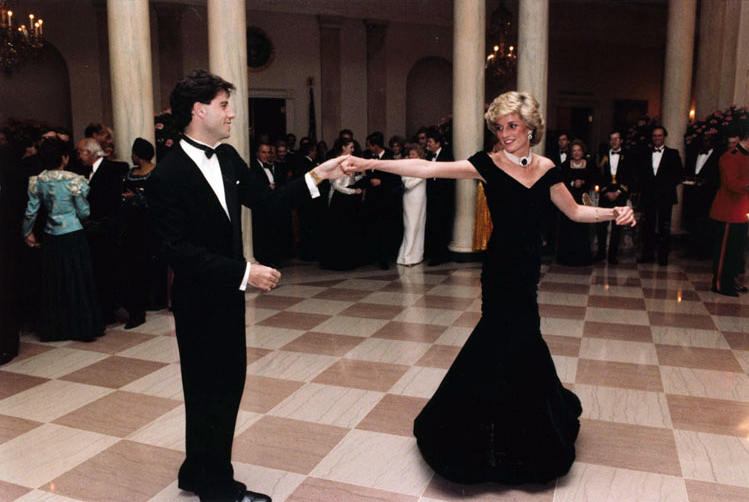
Diána és John Travolta tánca, 1985. november 9-én

Diána első iskolája a Kings Lynn-i Silfield School volt, Norfolkban, majd a szintén norfolki Riddlesworth Hall, később pedig a sevenoaksi West Heath Girls' School növendéke volt. Gyenge tanulmányi eredményei voltak, alapszintű vizsgái a második nekifutásra sem sikerültek. 1977-ben, 16 éves korában otthagyta a West Heatht, és rövid ideig az Alpin Videmanette Intézetbe járt, egy leányiskolába Rougemont-ban (Svájc). Ebben az időben találkozott először későbbi férjével, aki akkoriban Diána testvérével, Lady Sarah-val randevúzott. Diána kiválóan úszott és ugrott, és balett-táncosnő szeretett volna lenni. Csak rövid ideig tanult balettezni, a maga 178 cm-ével túl magas volt ahhoz, hogy hivatásos táncos legyen.
Diána visszaköltözött Londonba, ahol előbb édesanyjának az év nagy részében üresen álló lakásában lakott, majd a 18. születésnapjára kapott új otthonában, a Kensington negyedben lévő Colehert Courtban élt három lakótársával 1981-ig. Eközben tanult a Cordon Bleu diplomáért, bár nem szeretett főzni. Madame Vacani tánciskolájában oktatóként dolgozott Kensingtonban, de egy síbaleset miatt három hónapra kiesett. Ezek után nővérénél és barátnőinél takarított, partikon volt hostess, illetve egy óvodában lett kisegítő.

## Házassága
Károly herceg szerelmi élete mindig is sajtótéma volt. A herceget rengeteg szép és előkelő nővel hozták kapcsolatba. Harmincas évei elején családja egyre nagyobb nyomást gyakorolt rá, hogy házasodjon meg. Az 1707-es trónutódlási törvény kimondta, hogy katolikussal való házasság az öröklésből kizáró ok. A család csak olyan menyasszony-jelöltet támogatott, aki hajadon, arisztokrata hátterű és protestáns vallású volt. Diána megfelelt ezeknek az elvárásoknak.

### Eljegyzés és esküvő
Eljegyzésük 1981. február 24-én történt és a Szent Pál-bazilikában házasodtak össze 1981. július 29-én. A televízión át is közvetített esküvőt közel egymilliárd ember kísérte figyelemmel.

### Gyermekeik
Két fiuk született Károly herceggel:
- Vilmos (1982. június 21 – ), ő 2011. április 29-én feleségül vette Catherine Middleton közrendű lányt, akitől három gyermeke született, György (2013. július 22 – ), Sarolta (2015. május 2 – ) és Lajos (2018. április 23 – ).
- Henrik (1984. szeptember 15 – ), aki 2018. május 19-én vette el Meghan Markle amerikai színésznőt. Két gyermekük született Archie (2019. május 6 – ), Lilibet (2021. június 4 – )

### Problémák, különélés, válás
A 80-as évek végére Diána és Károly házassága megromlott. Ezt eleinte elhallgatták, de a média kiszimatolta és nyilvánosságra hozta problémáikat. A herceg és a hercegné állítólag barátaikon keresztül beszélt a sajtónak, mindketten egymást okolták a házasság tönkretételéért. Károly ismét viszonyt kezdett korábbi szeretőjével, Camilla Parker-Bowlesszal, míg Diána lovasoktatójával, James Hewitt-tal randevúzgatott. A hercegné e kapcsolatának tényét később megerősítette egy Martin Bashir által készített interjú során, Károly pedig már több mint egy évvel korábban beismerte viszonyát Jonathan Dimbleby televíziós műsorában. 1992. december 9-én szétköltöztek. 1993. december 3-án Diána bejelentette visszavonulását a nyilvánosságtól. 1995. november 20-án a hercegné interjút adott otthonában a BBC-nek, ez később Panorama-interjú néven lett ismert. Ebben nyíltan beszélt magánéletéről és a királyi családdal való kapcsolatáról. 1996. augusztus 28-án hivatalosan kimondták a válást. Ezután Diana együtt járt Hasnat Khannal egy pakisztáni származású szívsebésszel, akit halála után sok közeli barátja "élete szerelmének" nevezett.

## Halála

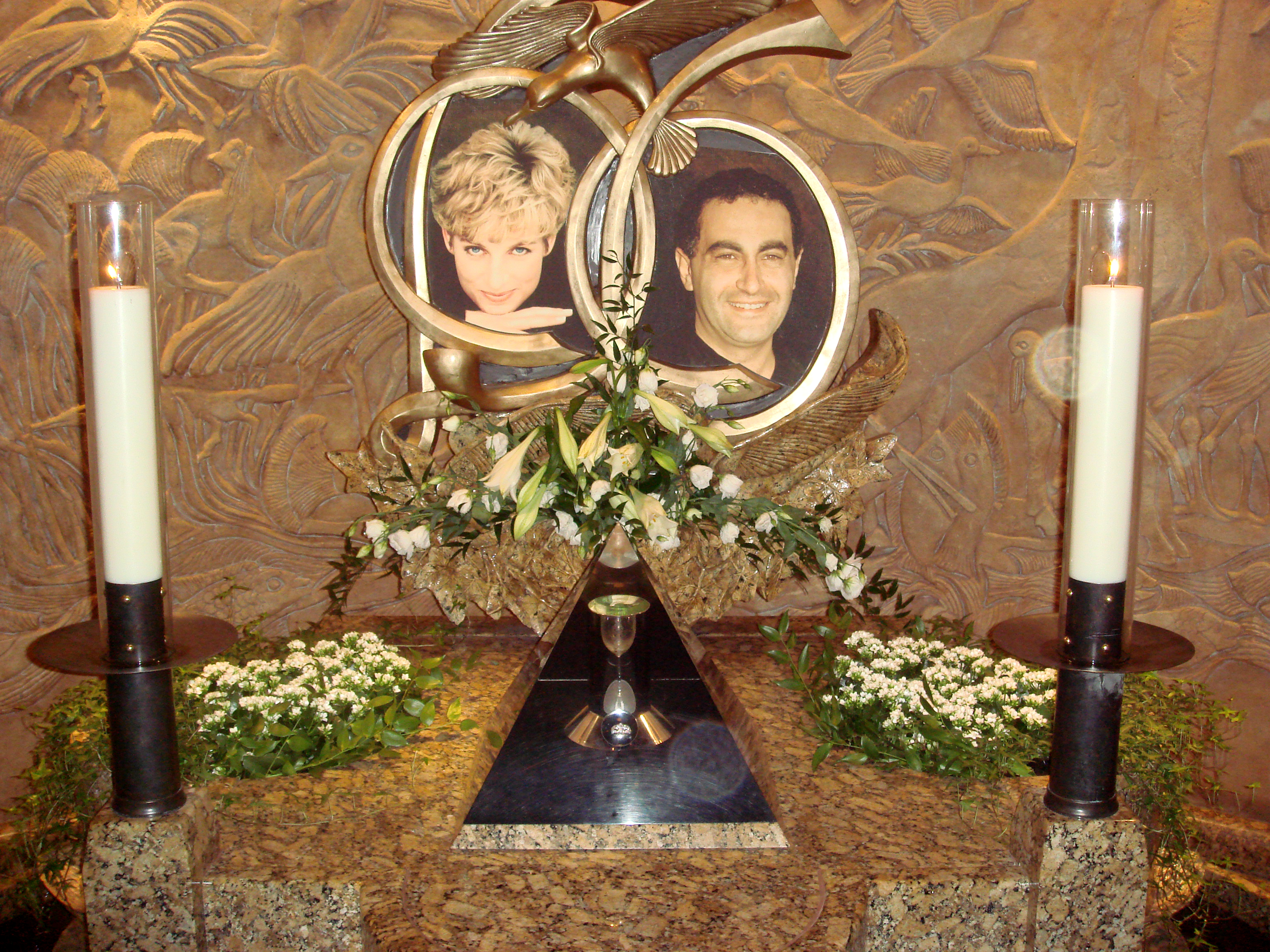
Emlékhely a Harrods áruházban Diana és Dodi al-Fayed tiszteletére

Diána 1997. augusztus 31-én veszítette életét egy közlekedési balesetben, Párizsban, az Alma rakpart közúti aluljárójában, párjával, az egyiptomi Dodi al-Fajeddel és gépkocsijuk vezetőjével együtt. Az autót üldöző paparazzók közül senkit sem vontak felelősségre. A hivatalos vizsgálat a sofőr alkoholos befolyásoltságát és ebből eredő felelősségét állapította meg.
A hercegné halálának okait sokan a mai napig vitatják. Léteznek összeesküvés-elméletek, amelyek szerint Diánát a brit titkosszolgálat gyilkolta volna meg, erre azonban nincs ismert bizonyíték. Sokan valószínűtlennek tartják, hogy az MI6, a britek közkedvelt jelképe, a hercegné életére tört volna. Mások szerint legitimációs kockázatot jelenthetett volna, ha a jövendő király anyja férjhez megy egy muzulmán férfihez, és esetleg gyermeket is szül neki. Diána szeretőjének apja, Mohamed al-Fajed egészen 2023. augusztus 30-án bekövetkezett haláláig kitartott a politikai gyilkosság feltevése mellett, és mindent megtett ennek bizonyítása érdekében.

## Emlékműve Magyarországon

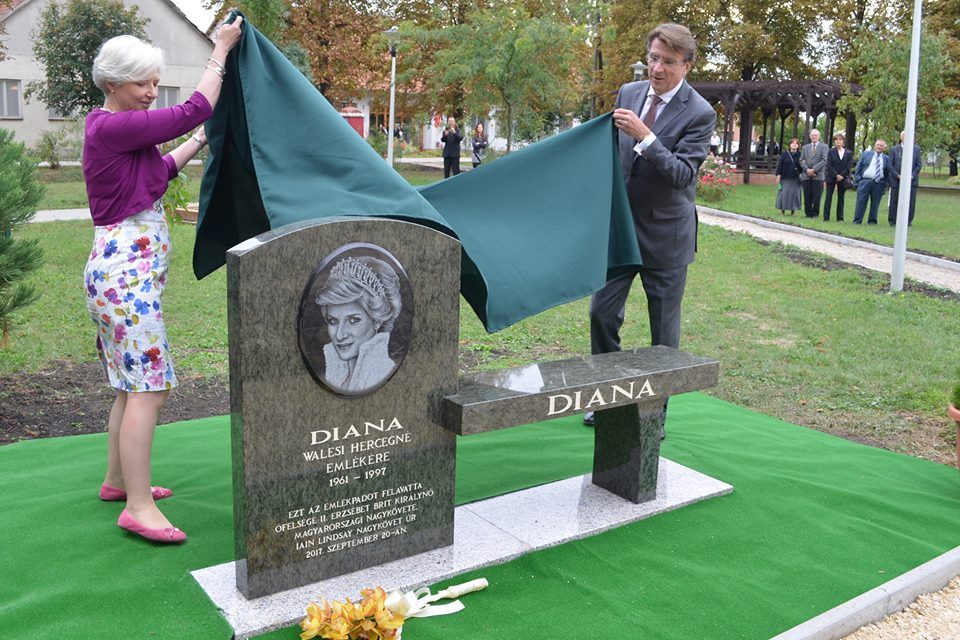
Diana emlékpad Örményesen

Halálának 20. évfordulója alkalmából Örményes község emlékművet állíttatott a hercegné tiszteletére Kovács Beáta örményesi lakos kezdeményezésére. A Diana-emlékpadot Ronda A. West amerikai művész Diana-portréja díszíti. Az emlékpadot ünnepélyes keretek között Iain Lindsay brit nagykövet avatta fel 2017. szeptember 20-án. A Diana-emlékpadnak egyik oldalán magyar, a másik oldalán angol felirat található.
Szigethalmon, a Rákóczi utcai temetőben fényképes kopjafát állítottak Lady Diana emlékére.